# Page One Publishing
Page One Publishing är ett svenskt bokförlag startat 1990 av Ove Pihl tillsammans med Robert Malmkvist. Förlaget specialiserade sig på att skapa och producera ämnesböcker. Page One Publishing stod 1998 bakom en bok om den nya informationsteknologin i en miljon inbundna exemplar för Telia. 
Bland förlagets uppdragsgivarna återfinns Åhlens, Ikea, H&M, Försvarsmakten, Indiska, Stockholm Energi, Gant, Konstfack, Kungahuset, Posten, COOP, Hemköp, Atlas Copco, Carrefour, Braun och Scania.